# Hans Pohl (Politiker)
Hans Pohl (* 11. Oktober 1939 in Lemgo) ist ein deutscher Politiker (SPD).

## Leben und Beruf
Nach dem Besuch der Volksschule und des Gymnasiums studierte er an der Pädagogischen Hochschule in Bielefeld und war anschließend im Schuldienst tätig. Seit 1963 ist Pohl Mitglied der SPD.
Er ist verheiratet und hat zwei Kinder.

## Abgeordneter
Dem Kreistag des ehemaligen Kreises Lemgo gehörte Pohl von 1969 bis zur Gebietsreform am 31. Dezember 1972 an. Kreistagsmitglied des Kreises Lippe war er von 1973 bis 1999.
Mitglied des Rates der Stadt Lemgo war er von 1979 bis 1989.

## Öffentliche Ämter
Als Nachfolger von Hans Budde war er vom 1. Januar 1991 bis zum 30. September 1999 der dritte und damit auch letzte ehrenamtliche Landrat des Kreises Lippe.

## Sonstiges
Am 31. März 1990 wurde ihm das Bundesverdienstkreuz am Bande und am 11. Dezember 2000 das Bundesverdienstkreuz I. Klasse verliehen.
Von 1976 bis 1991 war Pohl Vorsitzender des TBV Lemgo.